# Moros y cristianos

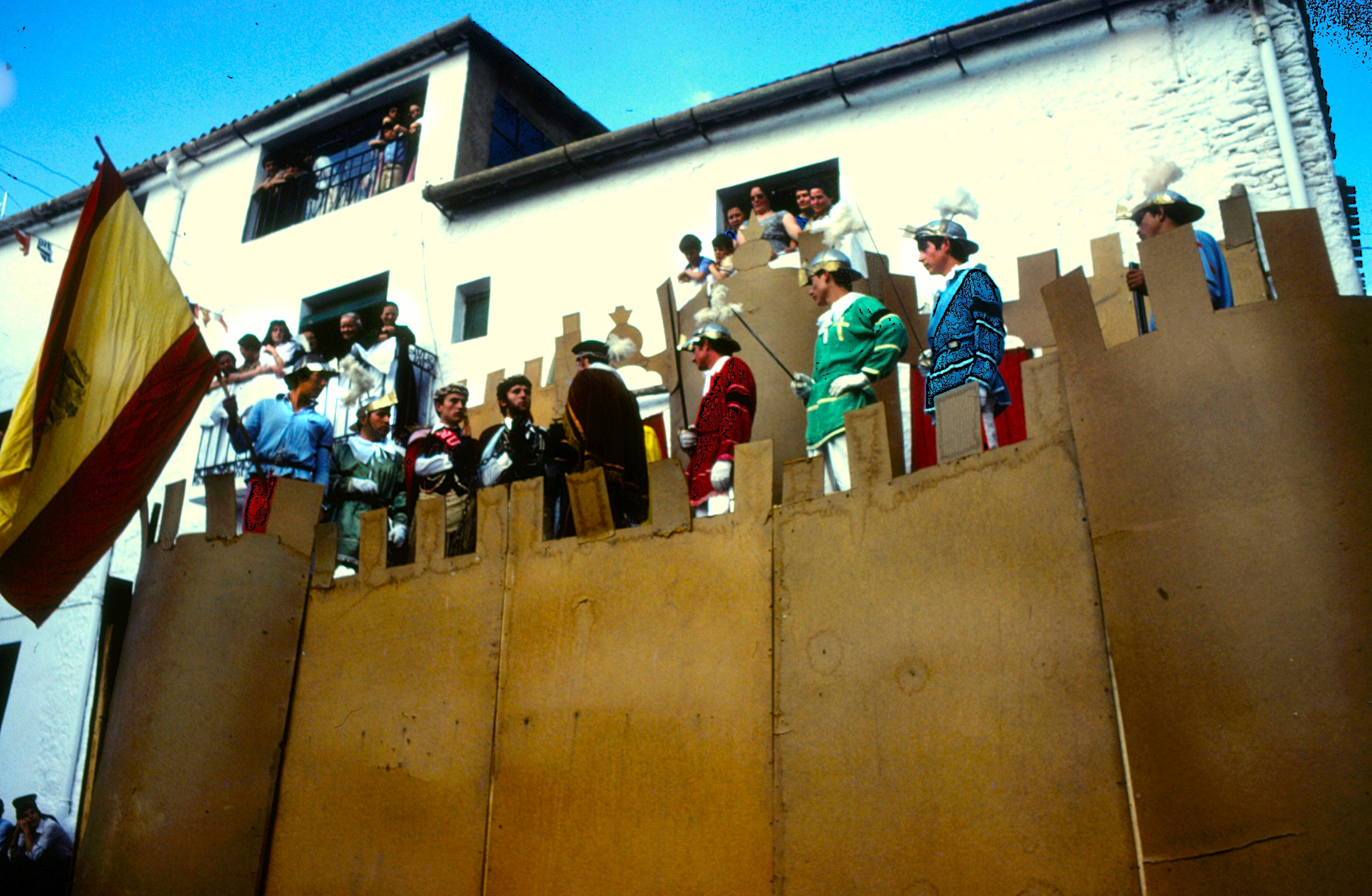
Castillo en poder de los cristianos en la Fiesta patronal de Aldeire (Granada), 1981-

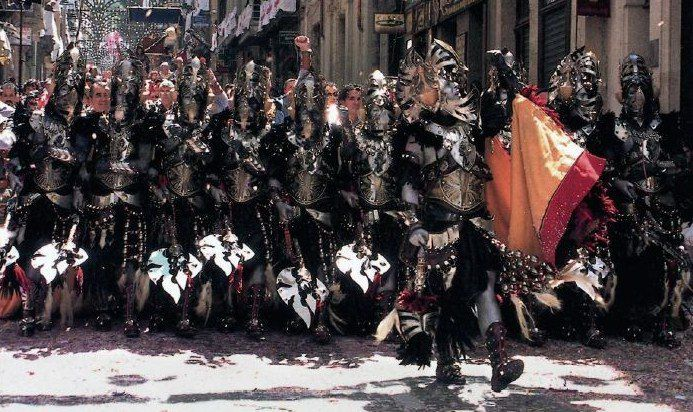
Escuadra de "negres" de la alferecía de la Filà Tomasinas en 2004, Alcoy.

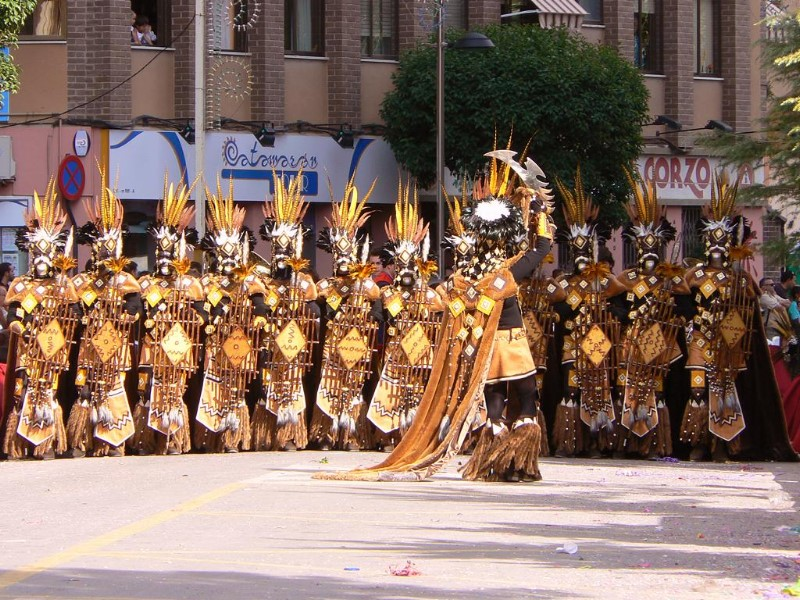
Escuadra de Zulúes (de la comparsa de Moros Nuevos) de Villena (2007).

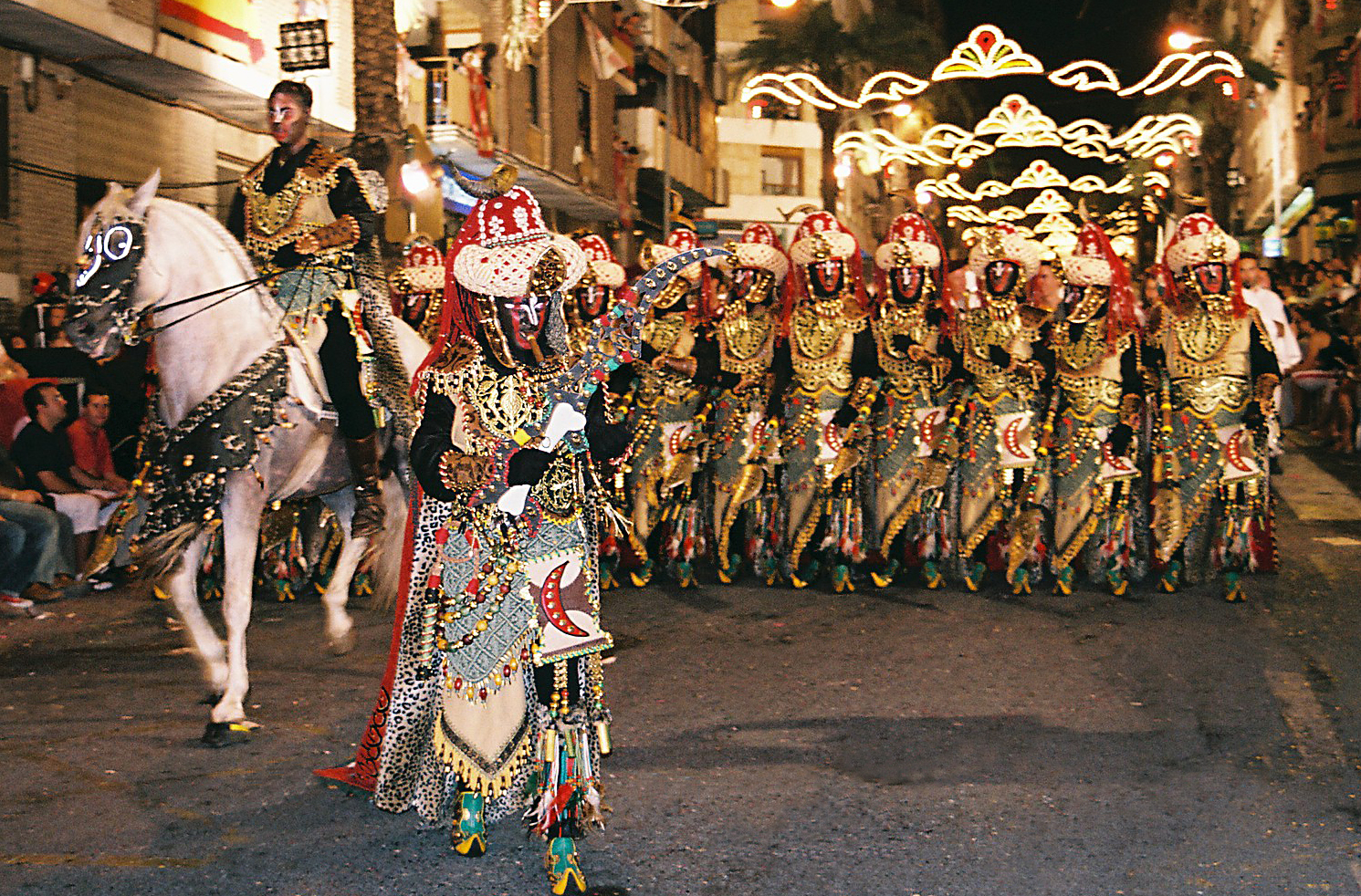
Escuadra de Negros, Capitanía de Kábilas de Onteniente (2005).

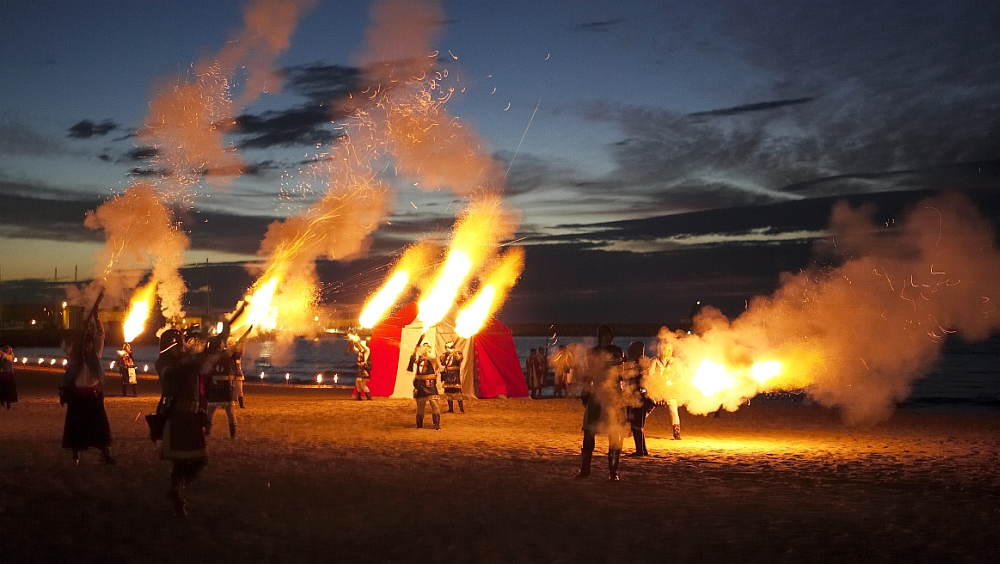
Desembarco de Campello (2006)

Los Moros y Cristianos son un tipo de fiesta en la que se rememora cada año las conquistas y encuentros entre cristianos y musulmanes en la península ibérica, de manera que muestra y representa una parte de la historia de muchas localidades tanto dentro como fuera de España.
Según el investigador Demetrio E. Brisset, 

En esencia, la fiesta de Moros y Cristianos consiste en una representación de teatro popular que complementa el ritual litúrgico de las celebraciones de reforzamiento de los lazos comunitarios, expresando el combate entre el bando de los héroes —los cristianos— y los enemigos —los moros— por la posesión de un bien colectivo, mediante acciones y parlamentos, aunque se puede prescindir de la palabra. Dentro de este esquema argumental mínimo tienen cabida variaciones sorprendentes, especialmente con los personajes.

La fiesta está muy extendida geográficamente, tanto en España como en Europa, e incluso en América, adquiriendo características y desarrollos muy diferentes según donde se localiza y la raíz de su celebración, siendo el producto de la evolución de una fiesta de honores y actos militares hacia una autoridad real o religiosa a la que se le acabó sumando la temática moro-cristiana al unirse a las comedias, autos y parlamentos teatrales de moros y cristianos tan populares durante la Contrarreforma o de otras representaciones durante el mismo periodo de la Reconquista.

## Historia
Los orígenes de esta fiesta dependen mucho de la localización donde se realizan. El origen de la fiesta nunca puede ser el mismo en localidades que las celebran, con documentación que lo avala, desde el siglo XII, como es el caso de Lérida; a lugares de América que empezaron a celebrarla tras la conquista española.
Así, existen localidades aragonesas que tienen la fiesta vinculada a la batalla de Lepanto, mientras que prácticamente ninguna población de la Comunidad Valenciana tendrían el origen de sus fiestas en este hecho histórico.

Extensión del califato omeya en 750, poco después de la conquista musulmana de la Hispania visigoda iniciada el 711.

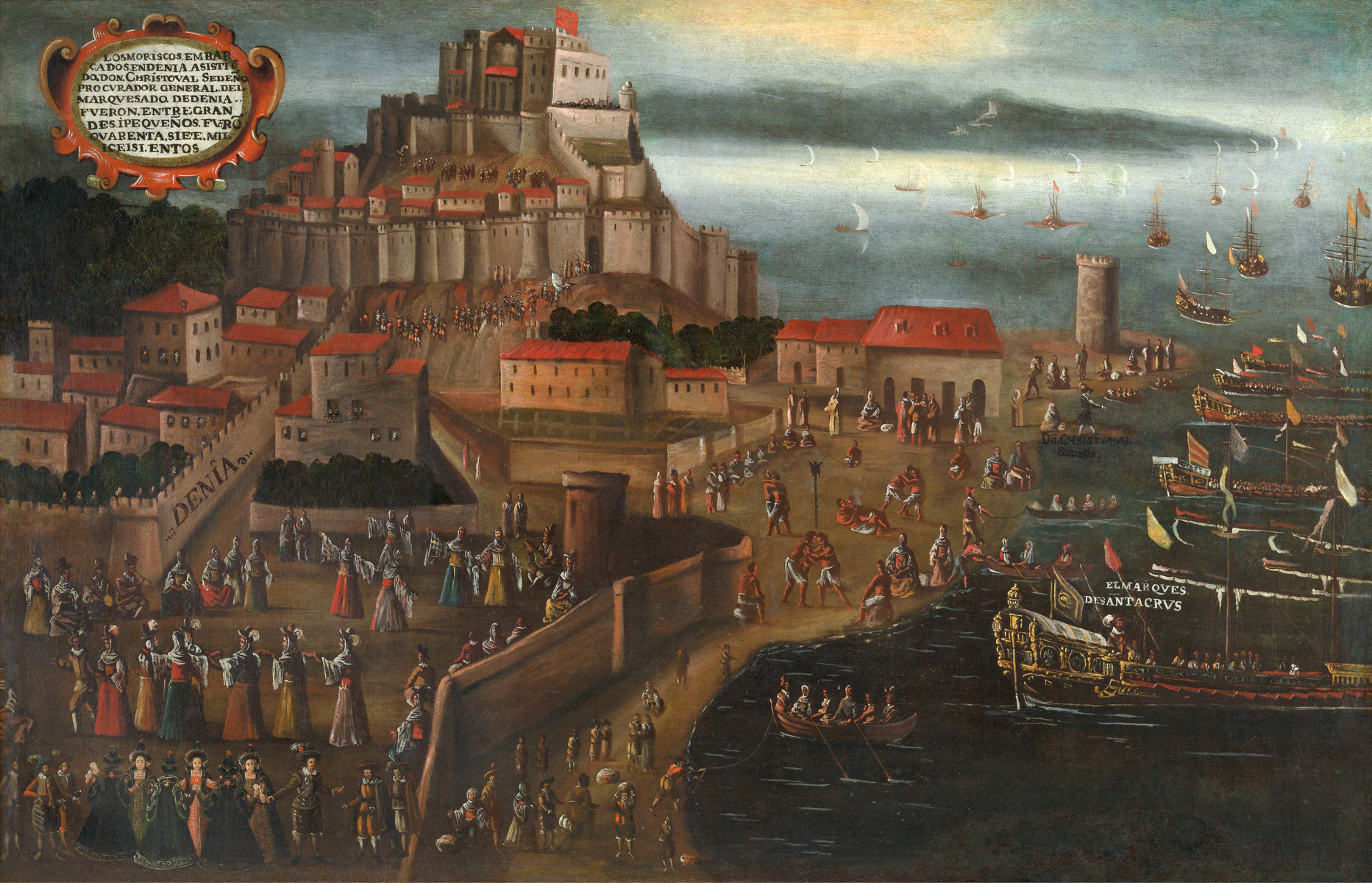
Vicente Mestre: Embarque de los moriscos expulsados por el puerto de Denia, 1613.

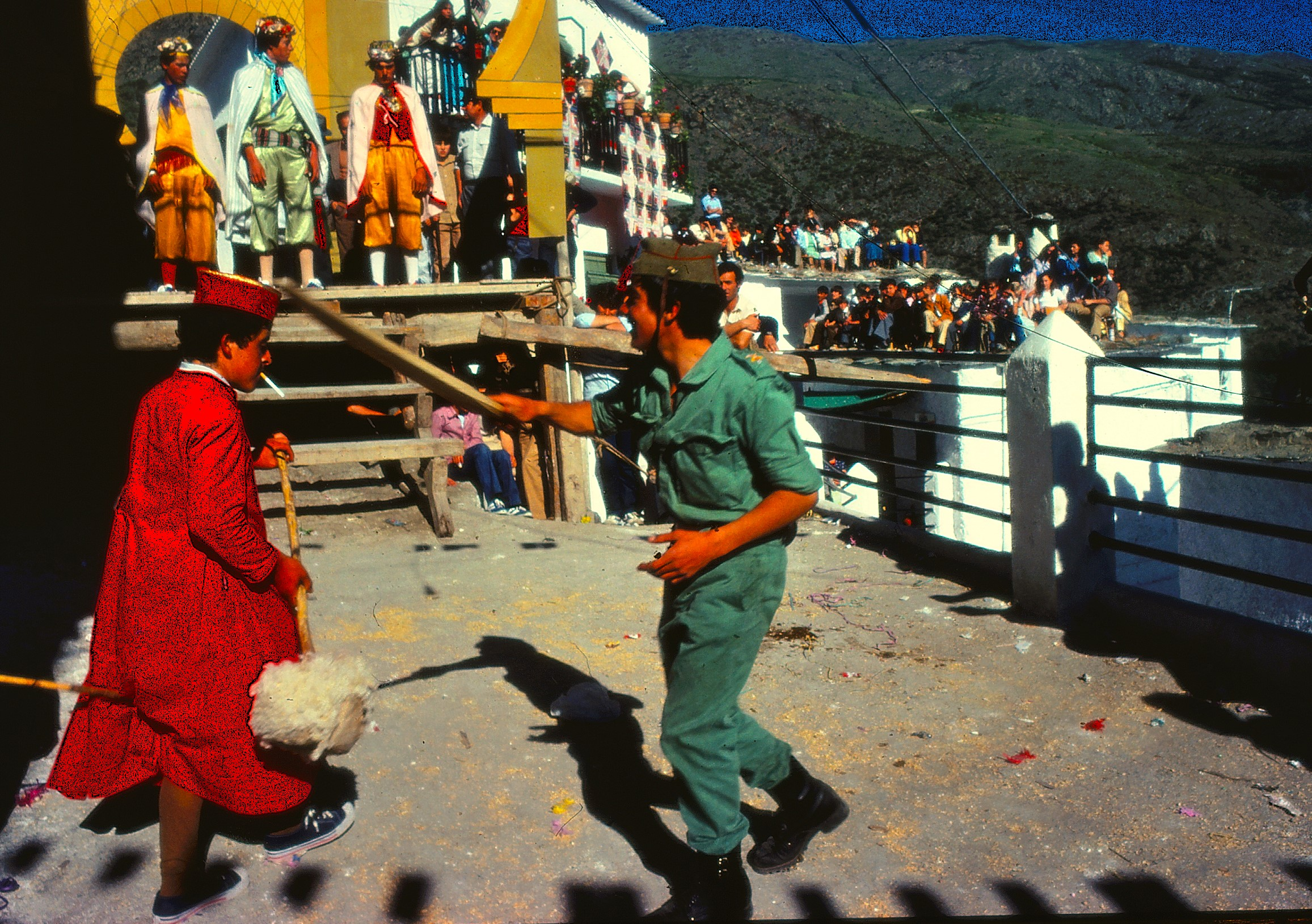
`Diablillos` o bufones de los bandos moro y cristiano de la representación de la alpujarreña Trevélez, 1980.

La fecha de comienzo de estas fiestas no se sabe con exactitud. Hay datos documentados que demuestran la antigüedad de las mismas, teniendo documentación de un acto en Lérida a mitad del siglo XII (1150), con motivo de la celebración de los desposorios entre Ramón Berenguer IV de Barcelona y Petronila de Aragón, representándose una danza alegórica.

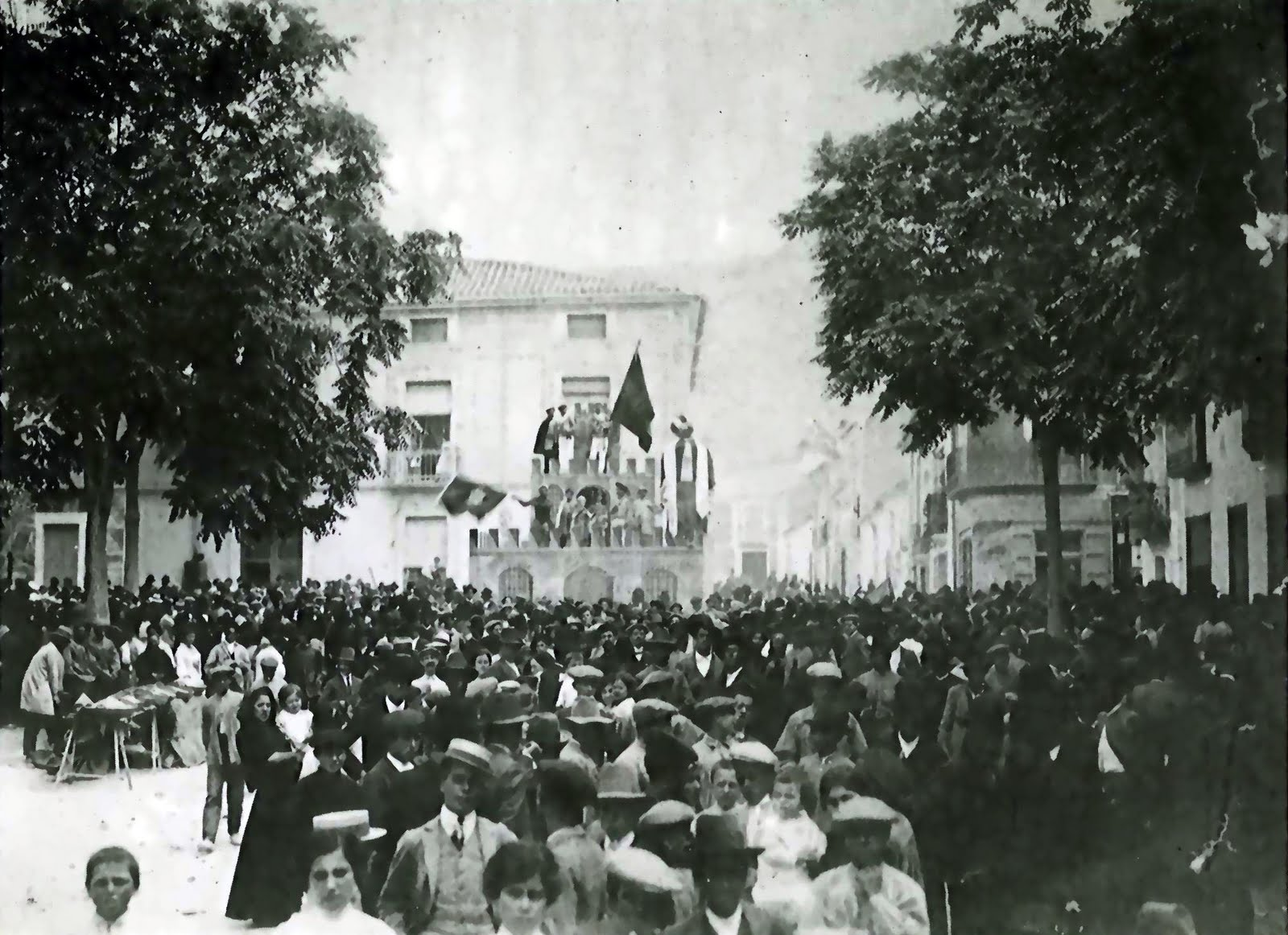
Castillo de embajadas en la Puerta Almansa de Villena, alrededor de 1920. Destaca la efigie de la Mahoma en un lateral del castillo. Actualmente las embajadas de Villena se celebran en el castillo de la Atalaya.

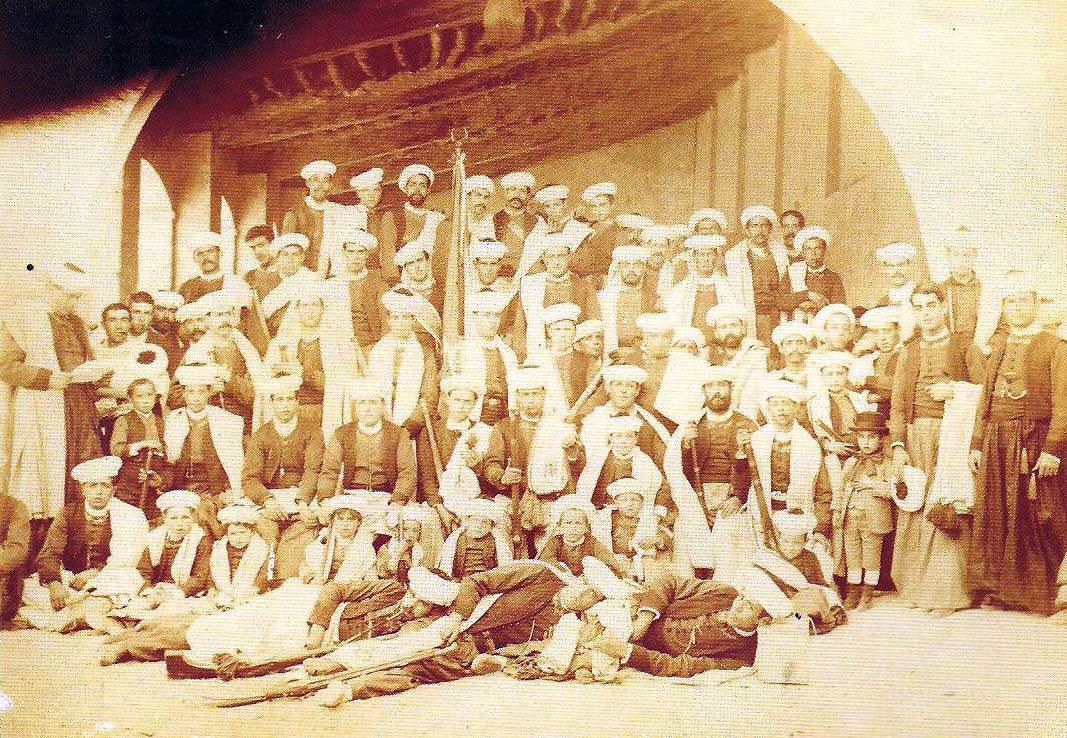
Comparsa de Moros Nuevos en 1884.

En su origen las fiestas no tenían el mismo formato que hoy en día, sí solían guardar ciertas similitudes, en cuanto a la conmemoración militar y religiosa, con escenificaciones de batallas, uso de pólvora en las celebraciones, etc. No obstante, algunas nacen como otro tipo de manifestaciones (la de Lérida parece ser una danza que los mercantes españoles extendían por prácticamente todo el Mediterráneo y de las que hoy en día solo se celebra la Danza Moreska en la isla Kórchula en Croacia)
De simulacros de batallas también tenemos antecedentes documentados en sitios como Ceuta, donde el 25 de julio de 1309, tras ser la ciudad liberada de los musulmanes las tropas de Jaime II representan para su rey un simulacro de batalla para celebrar su santo. En este simulacro ya encontramos dos bandos, los moros y los cristianos, que se enfrentan por la posesión de un castillo de madera que erigieron en medio de la plaza de la ciudad. En un primer momento la victoria fue de lo musulmanes, pero la milagrosa intervención de San Jorge que aparece de forma inesperada sobre un caballo blanco, hace que finalmente el bando cristiano se alce con la victoria.
A partir de este momento y de una manera esporádica se repiten estos simulacros de batallas que rememoran la victoria cristiana sobre los musulmanes en celebraciones puntuales y muy destacadas, como visitas de los reyes o gobernadores. Ejemplo de ello lo tenemos en la visita que realizó en 1373 los herederos de la Corona de Aragón, Duques de Gerona a Valencia, momento en el cual entre los actos festivos se realizó la representación de un simulacro de batalla náutico-terrestre, construyéndose a tales efectos incluso un castillo y dos galeras.
De manera semejante los murcianos en 1448 obsequiaron la visita a la ciudad de Murcia por parte de los Reyes Católicos.
Desde mediados del siglo XV se popularizan por toda la península entremeses de esta temática, siendo un ejemplo la costumbre barcelonesa de representar el “Entremès del Turch”, demostrada por la contratación de E. Tomás Alemany, para que en 1446 mantuviera y pintara un nuevo ejemplar y que además ayudara a la consecución de un castillo, armas y demás elementos necesarios para la representación del entremés. Este mismo entremés se representa en 1467 por parte de los gremios para agasajar a los Duques de Calabria en una visita a la ciudad. En 1493 Gerona celebró la toma de Granada mediante la representación de un entremés donde se simulaba la caída de la capital del Reino Nazarí en manos de los Reyes Católicos.
Pero la fiesta de moros y cristianos en su concepción actual más antigua documentada es la celebrada en Jaén en la festividad de la Pascua de 1462, según la crónica que figura en los Hechos del condestable don Miguel Lucas de Iranzo. Ya tenía prácticamente la misma estructura que las fiestas modernas, el mismo argumento e incluso los mismos elementos que las actuales embajadas del área levantina: el parlamento, aunque en forma de una carta leída, las guerrillas o alardos, aunque en forma de juego de cañas o torneo entre caballeros ataviados de moros y cristianos, y la efigie llamada "Mahomad". Incluso termina con la conversión y el bautismo del «rey de Marruecos» al cristianismo, después de haber sido vencido por los cristianos en el juego de cañas, y con el lanzamiento de la efigie a la fuente de la plaza de la Magdalena.
De esta manera se encuentran ejemplos documentados de antecedentes de esta fiesta en 1533 en Toledo, en 1570 en Madrid, en Alcalá de los Gazules y Tarifa en 1571, en Segovia en 1578, en Orihuela en tres ocasiones (1579, 1580 y 1586), en Tortosa en 1578, en Valencia en 1586, en Caudete en 1588, en Denia en 1599, en Villena en 1638, en 1668 en Alcoy, la ciudad de Alicante puede documentar hasta 11 representaciones y simulacros de este tipo entre 1691 y 1789. Todas estas celebraciones eran debidas o bien a una visita real o de una autoridad relevante, por la celebración de unas nupcias (bien para la boda misma o para la llegada o partida de uno de los consortes), incluso por festividades de santos, como fue el caso de Orihuela que festejaba a las santas Justa y Rufina, Villena por sus votos y rogativas a la Virgen de las Virtudes o Caudete durante sus representaciones de los Autos de Ntra Sra de Gracia. También como ejemplo de festividad relacionada con un tema religioso, en la ciudad de Valencia se realiza un simulacro de batalla naval en 1762 para conmemorar el tercer centenario de la canonización de San Vicente Ferrer.
Las representaciones eran actos mucho más económicos que los simulacros, por lo que estos fueron decayendo y al final desaparecieron de las celebraciones que se ofrecían a la realeza, fenómeno que se ve reforzado por la profunda crisis económica que tuvo España desde el siglo XVI al XVIII. Sólo en el último tercio del siglo XVII y en unas pocas localidades, como en la ciudad de Alicante. incorporaron estos simulacros a su agenda de actividades festivas.
Por otra parte, hemos de tener en cuenta que las modernas comparsas tienen su origen en la antigua Soldadesca o vieja Milicia del Reino, la milicia local que llevaba a cabo los actos militares de alarde o de exhibición y revista de la tropa en caso de exigirse o para rendir honores a alguna autoridad. Tradicionalmente realizaban estos desfiles y alardes de tropa durante la denominadas como "fiestas reales" por motivo de la visita del rey, de un aniversario real, conmemoración de alguna victoria o nacimiento de un infante. En ciertas poblaciones estos actos de la milicia pasaron a realizarse también para rendir honores a la figura patronal del lugar en su día festivo, motivo por el cual pervivieron como celebraciones anuales.
A estas fiestas patronales con intervención de fiesta militar se les suma el elemento histórico al aprovecharse estas fiestas para la representación y exposición de comedias de moros y cristianos, normalmente con carácter didáctico moralista o religioso. Es a partir de principios del siglo XIX cuando aparecen los primeros textos de las Embajadas, que requieren de la necesidad de dos bandos enfrentados por la toma de un castillo. Es por esto que a la Soldadesca se le suma una nueva compañía para representar a los moros. Con el paso del tiempo y el engrandecimiento de estas celebraciones, nuevas compañías y agrupaciones se irían sumando a las representaciones y actos militares, algunas provenientes de cofradías de la Semana Santa o de otros colectivos y gremios profesionales locales así como quintas de reclutamiento con material militar de los conflictos en los que hubieran intervenido en cada época. Las nuevas comparsas se irían "aliando" a un bando u otro, e incluso acabarían existiendo escisiones de las dos comparsas de Moros y de Cristianos originales, dando lugar a otras nuevas con su propia organización y cargos.
No obstante, es a partir de la segunda mitad del siglo XIX cuando en algunas poblaciones empiezan a celebrarse de forma oficial las fiestas de Moros y Cristianos, con el mismo formato y estructura con el que las conocemos hoy. Es especialmente durante el siglo XX cuando el fervor por estas celebraciones se extiende rápidamente y de forma generalizada por numerosas poblaciones del Levante, y especialmente, en la mitad sur de la Comunidad Valenciana, donde estas fiestas ya tenían un gran arraigo y tradición, y se viven con una especial intensidad. Esta expansión, más reciente, tiene dos focos bien diferenciados que influirían de forma distinta en las nuevas fiestas, distinguiéndose así el modelo del Vinalopó, orientado a lo popular y festivo, manteniendo los orígenes militares; y el de la Hoya de Alcoy, más restrictivo (en lo económico), centrado en la ostentación y en la pretensión de recreación histórica.
Dada la popularización de las fiestas surgirían nuevas comparsas que responden a los gustos e inquietudes de la juventud de cada época, apareciendo comparsas de estudiantes del siglo de oro, tercios de Flandes, contrabandistas de la Guerra de Independencia, cowboys del primer cine western, piratas o zíngaros. Es a partir de la década de los 50 del siglo XX cuando surge una intencionalidad de darle a las fiestas una especie de ambientación histórica limitada a la Reconquista, llegándose a eliminar, modificar o incluso prohibir en algunas poblaciones aquellas comparsas consideradas ahora como "anacrónicas", pero creándose otras nuevas de un supuesto mayor rigor histórico.
De este primer origen militar provienen los elementos propios de la milicia, como es el hecho de los propios alardes, ruedo de banderas, revistas de tropa, los desfiles de "Entrada" de la tropa en la población, las guerrillas y simulacros de batalla, las salvas de arcabuces, las dianas matutinas y retretas nocturnas, el desfilar agrupados en escuadras al mando de un cabo o los cargos festeros militares (capitanes, alféreces o abanderados, sargentos, cantineras... ) de cada comparsa. En ciertos municipios todavía se conserva una clara distinción entre escuadras o comparsas de gastadores, que al igual que los zapadores e ingenieros militares iban a la vanguardia, abriendo camino equipados con picos, dinteles, mochilas y barba reglamentaria, y escuadras o comparsas de caballería atrás que irían montadas y armadas con capas y lanzas o alabardas.

## Desarrollo de la fiesta en el modelo levantino

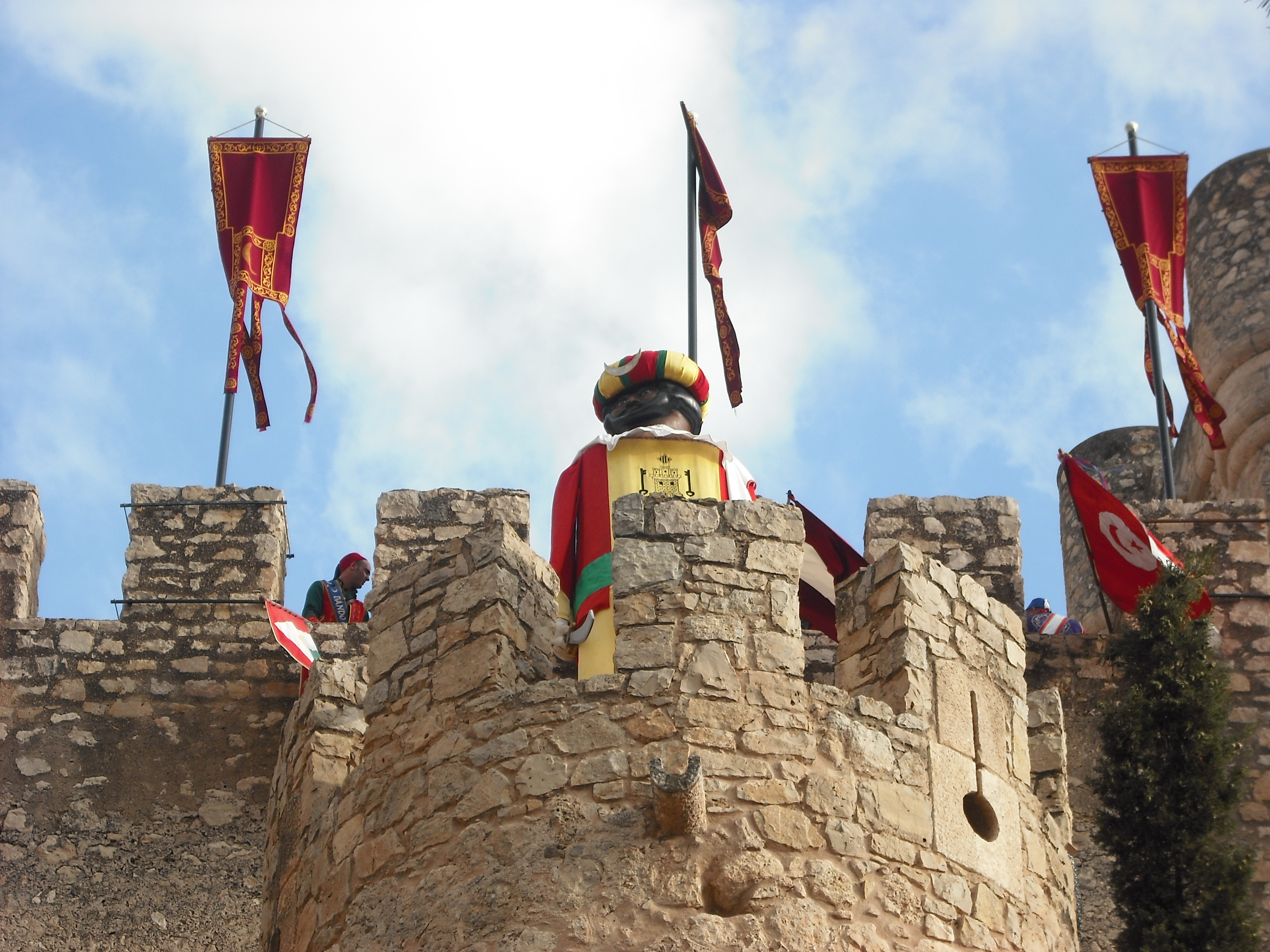
Embajada del Moro al Cristiano, con la efigie de la Mahoma.

Aunque las fiestas de cada localidad —como se ha comentado anteriormente— tienen sus propias peculiaridades, en líneas generales y sobre todo en las que se realizan en las localidades de la Comunidad Valenciana, la Región de Murcia y Castilla-La Mancha, cada uno de los bandos toma simbólicamente la ciudad un día. Es lo que se denomina Entrada Mora y Entrada Cristiana, desfiles separados al hacerse los desfiles de la Entrada más numerosos. Son muy pocas las poblaciones que conservan un único desfile de la Entrada original. Se acaba la fiesta con la reconquista de la ciudad por parte de los cristianos. Esto sucede en una batalla final en la que se producen disparos de avancarga como arcabuces, espingardas y trabucos, dependiendo del bando. En esta batalla se toma el castillo de la localidad y si no lo tiene se toma un castillo artificial. Esta toma se realiza representando los antiguos textos de las Embajadas, que varían según la población, en las que un embajador intercambia unas palabras amenazantes con el defensor del castillo, para después tomarlo.

### Participantes

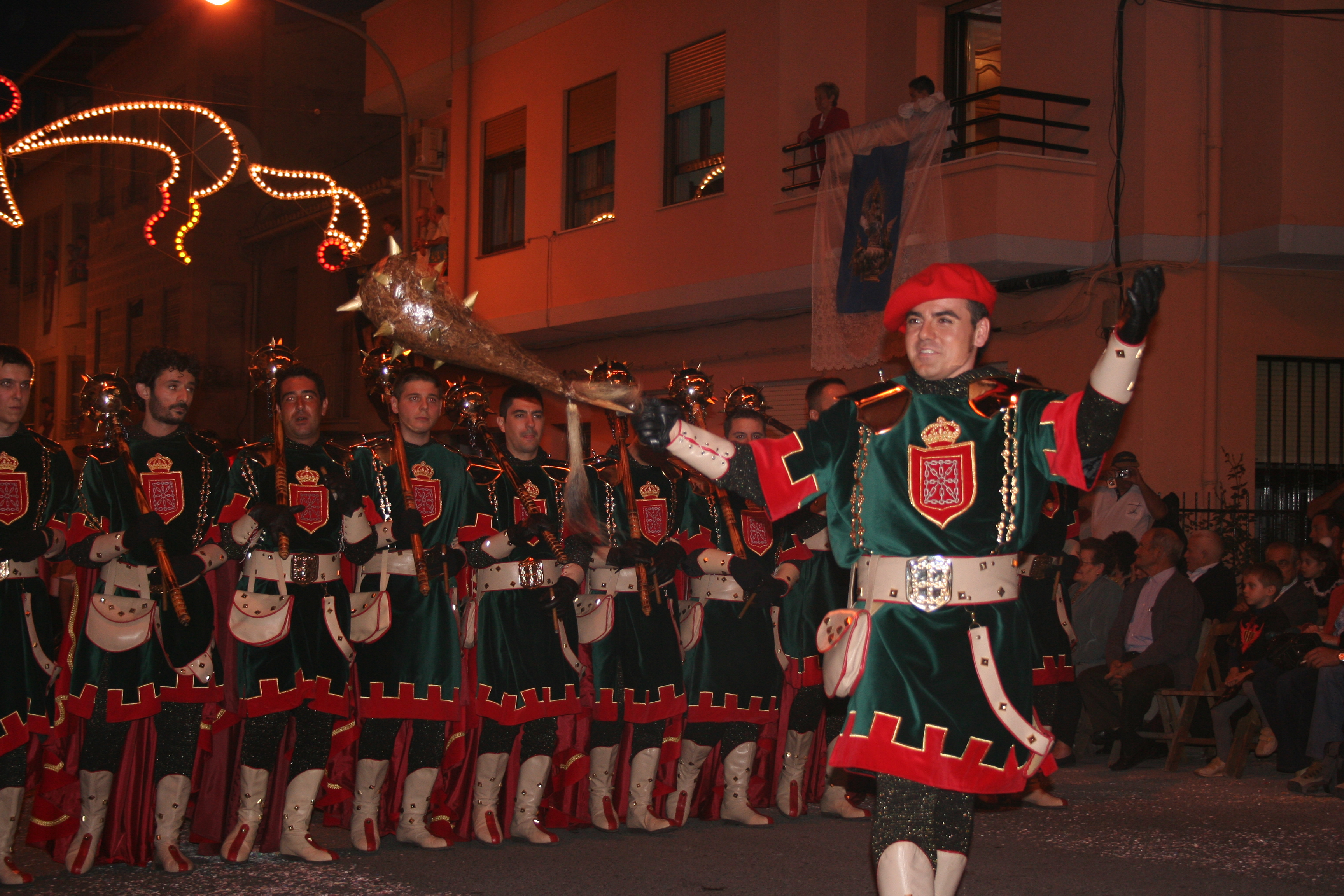
Fiesta de Moros y Cristianos en Callosa de Ensarriá (Alicante).

Cada bando está formado por agrupaciones de festeros, llamadas por lo general comparsas o filaes. Las Comparsa de Moros y Cristianos del bando cristiano suelen tener nombres como Fontanos, Navarros, Almogávares, Cruzados, Cristianos, Mirenos, Andaluces, Labradores o Maseros, Caballeros del Cid, Caballeros de la Baronía, Templarios, Montañeses, Astures, Leoneses, Aragoneses, Castellanos, Mozárabes, etc. Las de los moros, por su parte tienen nombres como Almorávides, Moros Viejos, Moros Nuevos, Nazaríes, Almohades, Beduinos, Sauditas, Abenzoares, Magenta, Judíos, Bereberes, Tarik, Tuaregs, Marruecos, Turcos, La Llana, Zegríes, Almanzárabes, Abencerrajes, Almorávides, etc. Cada comparsa tiene su propio cuartel, maset, Kábila, capitanía o local de reunión, donde se realizan las celebraciones.
Cada año es una de las comparsas moras y cristianas las que aportan un capitán o rey (dependiendo del lugar) a cada uno de los bandos. En algunos pueblos como Bañeres y Sax, todas las comparsas tienen un capitán. También existen otras figuras, como el alférez, el embajador, el sargento (propio y único de la localidad de Sax, que abre cada comparsa), el volante, el abanderado o la dama de la comparsa. Cabe destacar la figura del Primer Trueno, que en lugares como Onteniente, tienen una importancia muy alta, en otros, como en Alcoy, es el nombre que tiene el presidente.
En cuanto a las figuras femeninas cabe destacar a la "Rodela", endémica de la población alicantina de Petrel. Se trata de una niña pequeña que desfila junto al resto de cargos festeros, y adquiere un papel relevante dadas las diversas tradiciones que envuelven a esta figura de las fiestas en dicha población. También la figura de la Abanderada es característica de las fiestas de diversos municipios, cuya primera aparición data de 1905 en Petrel, cuando según cuenta la tradición y está registrado en los documentos, la Tía Ramona "se bajó la bandera" de los Moros Viejos. Actualmente, la Abanderada se ha exportado a gran cantidad de festividades de Moros y Cristianos de toda España, siendo muy relevante en aquellas festividades en las que se ostenta este cargo.
Otra figura es la de las Madrinas, característica de Villena, que ataviada con el traje regional, adquiere también un papel relevante.

### Desfiles
Los desfiles, principalmente en los sitios de más tradición y localidades más grandes se caracterizan por su espectacularidad, no solo por los trajes, sino también por la participación de carrozas y animales montados, como caballos, elefantes y dromedarios, por sus boatos, sus grupos de dulzainas y percusión o por la gran cantidad de pólvora empleada, convirtiéndose en un gran espectáculo visual. Cada año, justo seis meses antes se celebra en muchos lugares el Ecuador Festero o mig any que en valenciano quiere decir ‘medio año’. Destacan las fiestas de la Reliquia, que se celebran el primer fin de semana de septiembre en Banyeres, en las que se conmemora la llegada de la reliquia de San Jorge a este pueblo.

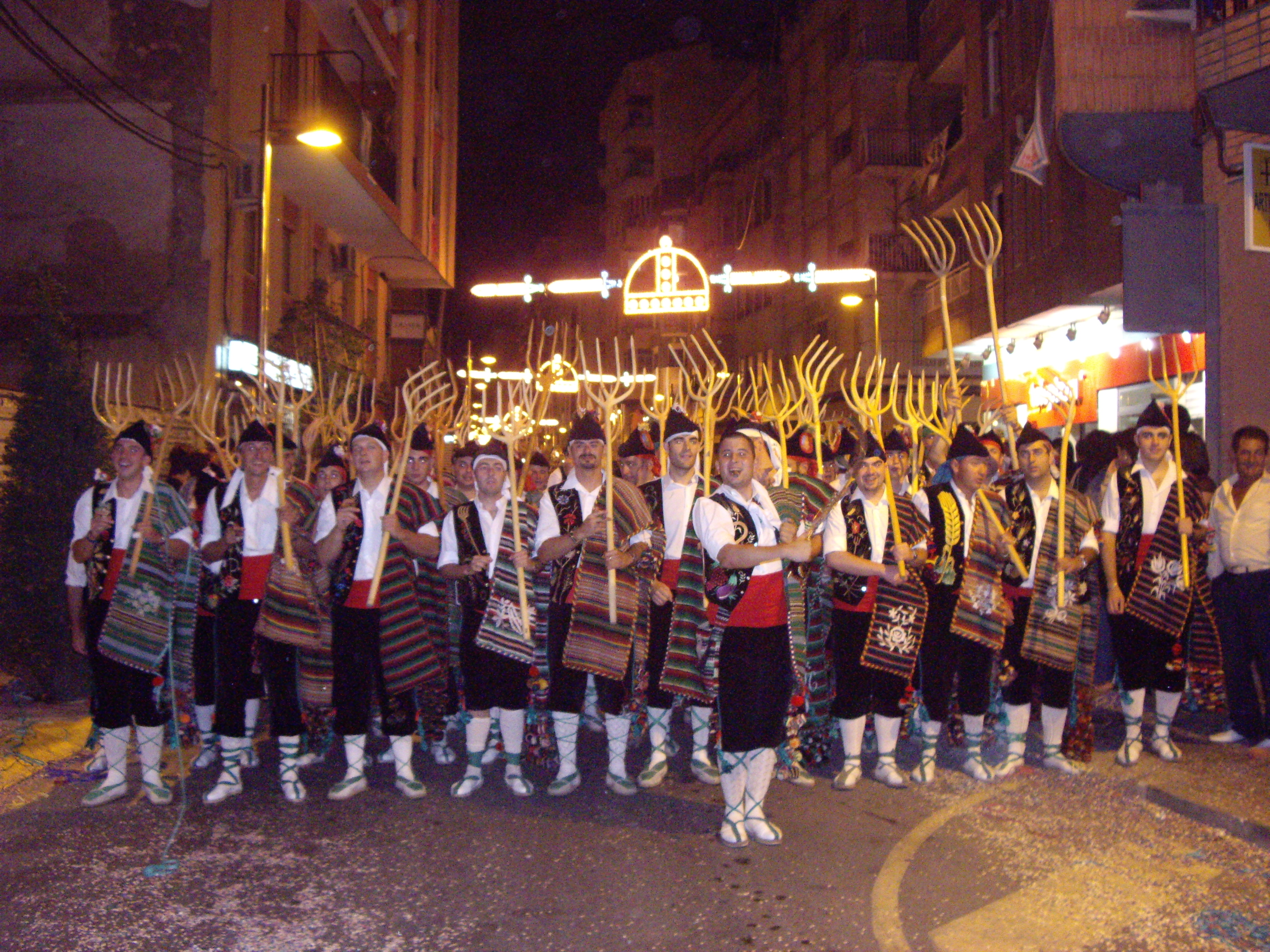
Bloque de escuadras de maseros, de Villena con cabo.

Los desfiles constan esencialmente de escuadras o filas de 10 a 14 festeros, dirigidos por un cabo de escuadra (en ocasiones acompañado por un cabo batidor, a caballo), o bien por un bloque de varias escuadras con un cabo al frente. El ritmo del desfile y la forma de ejecutarlo varía según suene un pasodoble (ligero y alegre), una marcha mora (cadenciosa y alzando cada paso) o una marcha cristiana (contenida y vigorosa).
A partir de la década de 1950, se inicia un intento generalizado de dar a las fiestas un enfoque más historicista, acorde con la Reconquista, en detrimento de los trajes originales de las comparsas (basados en los militares de las guerras del norte de África de los siglos XVIII y XIX). Así se llegan a perder estos trajes comunes y hasta se llega a prohibir en ciertas poblaciones las comparsas consideradas como "anacrónicas" (estudiantes, contrabandistas, marineros...). En su lugar, se comienza a competir por mostrar cada año trajes distintos, acorde con la historia, cada vez más vistosos y fantasiosos. Esta tendencia supondría el florecimiento de la llamada Industria de Artesanía Festera, especialmente importante en Villena, ciudad que confecciona, alquila y vende los trajes a la mayoría de poblaciones festeras.

## Música festera
La música siempre ha acompañado a las Fiestas de Moros y Cristianos desde sus inicios. Está documentada en Alcoy la utilización de tamboriles y atabales, pífanos, dulzainas o castañuelas en los siglos XVI y XVII, y de tambores y trompetas —músicas de retreta— en el siglo XVIII.
La música es unos de los aspectos que también destacan en esta fiesta, sobre todo el famoso pasodoble español Paquito el Chocolatero escrito por Gustavo Pascual Falcó, compositor de Cocentaina, así como el también contestano Manuel Ferrando González que compuso en 1864 el primer pasodoble para las fiestas de Moros y Cristianos llamado El Moro Guerrero.
Será en el siglo XIX cuando las bandas de música se unen a las Fiestas, a partir de 1817, año en que la Filá Llana de Alcoy contrató a la Banda de Milicianos Nacionales, la única banda que existía en la ciudad, germen de la Corporación Musical Primitiva.
En pocos años, el resto de filaes también se hicieron acompañar por su respectiva banda de música, contratadas en Alcoy o en los pueblos cercanos, favorecida por una época de expansión y florecimiento de las bandas civiles de música. Las propias Fiestas motivaron una música adecuada, un ritmo propio para acompasar los desfiles, a partir del pasodoble, una variedad musical dentro de la forma marcha. Las marchas son obras musicales que entran dentro de las composiciones definidas por el movimiento o por el ritmo. Las marchas regulan el paso de un cierto número de personas. Los pasodobles son marchas ligeras, adoptadas como paso reglamentario de la infantería, con una característica especial que hace que la tropa pueda llevar el paso ordinario de desfile.
Los tres grandes géneros musicales de las Fiestas de Moros y Cristianos son el pasodoble, la marcha mora y la marcha cristiana. Su diferenciación está marcada por el ritmo que se les imprime a cada uno de ellos:
- Pasodoble: composición utilizada tanto por Moros como Cristianos y destinada principalmente para desfilar en los actos de la Gloria, Primera Diana, Segunda Diana, etc. Se caracteriza por un ritmo ligero, con un metrónomo de hasta 120 negras por minuto, lo que vienen a ser 120 pasos por minuto.

- Marcha Mora: composición utilizada en la Entrada de Moros, con un aire más parsimonioso y melodía con resonancia oriental, caracterizada por un metrónomo de 50-55 negras por minuto, aproximadamente.

- Marcha Cristiana: composición utilizada en la Entrada de Cristianos, con un aire épico y marcial, caracterizada por un ritmo un tanto más lento y triunfal que el pasodoble, marcando ahí la diferencia, con un metrónomo de 80 negras por minuto.

## Lugares donde se celebran

### Moros y Cristianos en España
La fiesta de Moros y Cristianos no se concibe de igual manera en todos los lugares donde se desarrolla, presentando grandes diferencias, sobre todo en los actos que se llevan a cabo, aunque todas ellas tienen la misma razón de ser, celebrar la victoria sobre invasores y el triunfo de la actual cultura.
Además de las fiestas arraigadas históricamente, en los últimos tiempos se han ido incorporando festividades de este tipo a sitios nuevos como las Cáceres en Extremadura.

#### Andalucía Oriental
En Andalucía Oriental alrededor de 80 localidades celebran fiesta de Moros y Cristianos, concentrándose sobre todo en las provincias de Granada y Almería, aunque también hay festividades de este tipo en Jaén.
En la mayoría de estas localidades la fiesta consiste en una teatralización del secuestro  por parte de los seguidores del islam de un objeto religioso cristiano de gran valor. Más tarde el bando cristiano consigue recuperar el objeto secuestrado y la conversión de los seguidores de Mahoma. Como ejemplo tenemos Zújar, en Granada, donde la fiesta consiste en la representación de la obra “Cautiverio y rescate de Nuestra Señora de la Cabeza”, donde se muestra el secuestro por parte del bando moro de la imagen de la Virgen de la Cabeza mientras la llevaban de romería, y la posterior recuperación de la misma por parte de los cristianos.
Es usual que en poblaciones costeras dentro de los actos haya una representación de un desembarco, como es el caso de las fiestas en Carboneras o en Mojácar. Otros se centran en momentos importantes de la historia de la localidad, como en el caso de pueblos interiores de Almería como Gérgal; o Granada en donde se celebra la toma de la ciudad por parte de los Reyes Católicos.

#### Aragón
También podemos encontrar este tipo de festividad en tierras aragonesas, donde tanto en forma como contenido se distancian mucho de las fiestas típicas de la Comunidad Valenciana. Así, en Aragón la fiesta se centra en las Dances o Morismas, que son danzas con espadas y lanzas que terminan siempre con la victoria cristina y la renuncia a su fe de los árabes, es el estilo aragonés de la fiesta.
En Huesca la celebración se hace cada dos años el fin de semana anterior al 14 de septiembre, y se le conoce como la Morisma. Es un acto relatado en verso irregular que conmemora que en el siglo VIII, por la aparición milagrosa de la Santa Cruz sobre una carrasca, las tropas cristianas consiguieron vencer a las musulmanas y recuperaron la villa de Huesca. El acto finaliza con la muerte del rey moro y el posterior bautizo de las tropas musulmanas. Existe documentación de esta celebración desde el siglo XVII.
Por su parte en Cariñena se celebra cada 2 de septiembre el Dance, en honor a San Antolín. El acto consiste en una danza interpretada por 20 danzarines que ejecutan diversos cuadros de danza, concluyendo con el enfrentamiento entre turcos y cristianos. Tras la intervención tanto de ángeles como demonios, al final los turcos se rinden y la victoria es de los cristianos.

#### Castilla - La Mancha
También en esta zona podemos encontrar fiestas llamadas de Moros y Cristianos, presentando diversas modalidades dentro de esta comunidad autónoma. En la provincia de Albacete, en aquellos lugares más próximos a la Comunidad Valenciana, por influencia han desarrollado unas fiestas bastante parecidas a la de sus vecinos (modelo levantino). Destacamos por ejemplo el caso de las fiestas de Caudete o de Almansa. Algo parecido ocurre con la localidad de Alcázar de San Juan en Ciudad Real. En cambio, en Cuenca, que tiene unas 14 localidades donde se celebran Moros y Cristianos, lo hacen al estilo aragonés. Mientras que en Maqueda, única localidad de Toledo donde se celebran este tipo de fiestas, lo hace al estilo granadino.

#### Región de Murcia
En esta comunidad autónoma en todas las localidades donde se celebran Moros y Cristianos (Abanilla, Caravaca de la Cruz, Jumilla, Lorca, Murcia y Santomera) lo hacen siguiendo el patrón levantino.
En la población de los Alcázares se recuerda los temibles ataques de los berberiscos del siglo XVI y XVII con la fiesta de las Incursiones Berberiscas en el Mar Menor trasporta a alcazareños y visitantes a los siglos XVI y XVII, tiempos difíciles para sus antepasados que vivían bajo la amenaza de la piratería. En el año 2000 el Ayuntamiento de Los Alcázares decide proponer a sus conciudadanos y turistas un viaje a través de los tiempos, con el fin de rememorar la lejana época en que las incursiones berberiscas atemorizaban a los pobladores del litoral del Mar Menor.
En la población de Bolnuevo, en Mazarrón, se celebra el milagro de la Virgen de la Inmaculada Concepción, conocida en Mazarrón como Virgen del Milagro o La Purísima, salvó al pueblo de un gran saqueo por parte de una incursión bereber procedente del Norte de África en 1585. Esta celebración va acompañada de los desfiles de Moros y Cristianos, que escenifican los históricos enfrentamientos entre ambos bandos durante la Edad Media y Moderna.

#### Cataluña
En esta comunidad autónoma existen muchos bailes y danzas tradicionales que tienen sus orígenes en la representación de la victoria de los cristianos sobre los musulmanes. Estos bailes han formado parte del protocolo en festividades que exaltan el cristianismo sobre las demás religiones, como la procesión de Corpus Christi. Así, en sitios como Tarragona, Barcelona o Berga, las danzas “dels Turcs” y “dels Cavallets” forman parte de la procesión de Corpus. En el caso concreto de Berga, en la procesión conocida como la “Patum”, estas danzas simbolizan el triunfo de Carlomagno sobre los musulmanes en el siglo VIII. Por su parte, en Reus, se interpreta el “Ball de Galeres”, una danza de “cavallets” que  rememora el triunfo cristiano en la Batalla de Lepanto (1571)
En Gerri de la Sal, la fiesta se conoce como La Morisca y sigue el tipo aragonés.
Lérida, que tiene documentada una especie de danza con moros y cristianos en los esponsales del año 1150. Desde hace unos años se ha intentando volver a celebrar la festividad por influencia de festeros de Onteniente.

#### Galicia
También en Galicia pueden encontrarse pueblos que celebran esta fiesta, consistiendo en tres de cada uno de los modelos que hemos visto anteriormente, parlamentos, secuestros, combates en tierra y simulacros de batallas navales. En la provincia de Orense existen las fiestas de Rairiz de Veiga, Retorta y Trez; mientras que en Pontevedra destacan La Cañiza y Mondariz.

#### País Vasco
Destaca la fiesta de Anzuola, en Guipúzcoa, que sigue el modelo del “Alarde Moro”, representación celebrada cada julio para conmemorar el triunfo de la población sobre los musulmanes en la batalla de Valdejunquera.

#### Islas Baleares
En las Islas Baleares tres localidades celebran esta festividad para conmemorar hechos históricos relacionados con ellos, y en los tres casos el desembarco es el elemento central de la fiesta. Calviá conmemora que el rey Jaime I de Aragón desembarcó en sus playas para realizar la reconquista del resto de la isla. En Sóller, Pollensa y Ciudadela celebran diversos ataques turcos a sus villas durante el siglo XVI.

#### Canarias

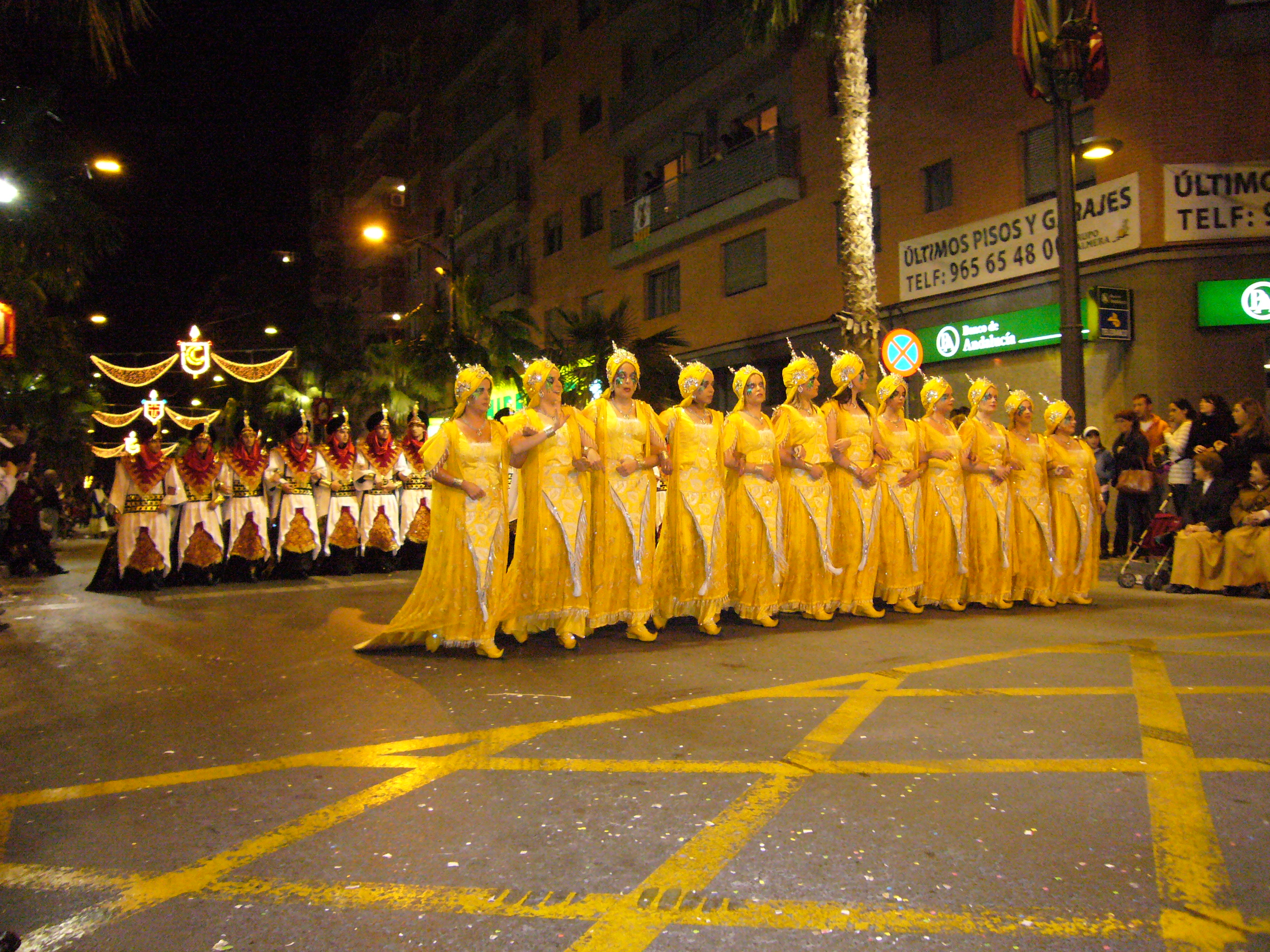
Una "escuadra" de las fiestas de Moros y Cristianos de San Vicente del Raspeig.

Barlovento, en la isla de Palma y Valle de Guerra, en la de Tenerife, representan la victoria de la Alianza cristiana sobre los turcos en la Batalla de Lepanto, en el año 1571.

#### Comunidad Valenciana
En la Comunidad Valenciana la fiesta de Moros y Cristianos es una de las más populares, está extendida a lo largo y ancho de todo su territorio, y en la mayoría de los casos siguen una estructura de fiesta muy particular y característica, totalmente diferente al tipo de fiesta que se desarrolla en otros lugares de España. 

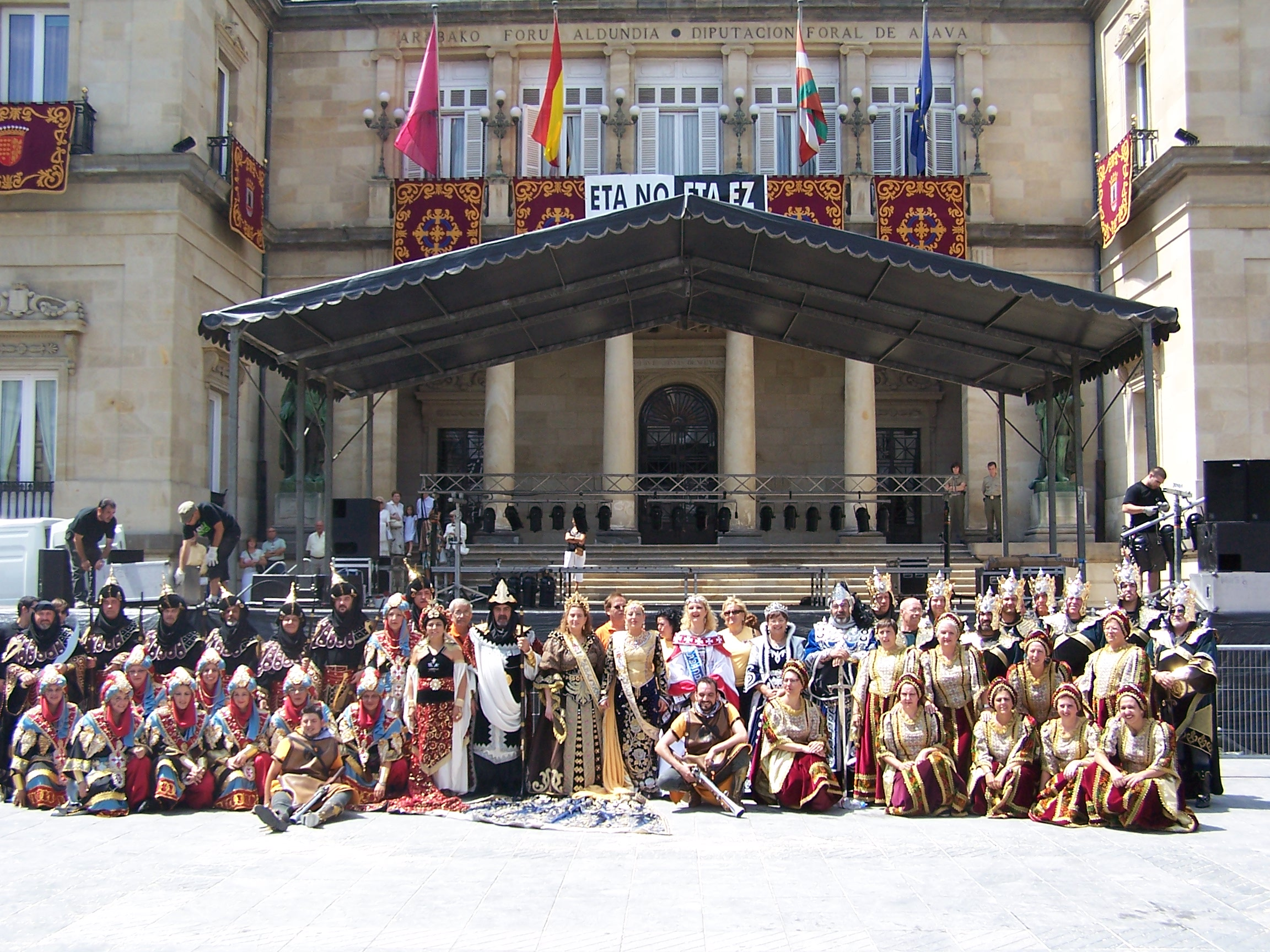
Festeros de la ciudad de Alicante en Vitoria durante las Fiestas de la Blanca en 2006.

A diferencia de las otras manifestaciones de la fiesta, los Moros y Cristianos en la Comunidad Valenciana están influidos además por el desarrollo industrial que tuvo lugar durante la primera mitad del siglo XIX.
Se trata de una fiesta que podríamos calificar de moderna porque nace en un contexto social de cambio en el que una nueva burguesía industrial se convierte en la motora de la sociedad que tiende hacia un modelo liberal y participativo. Además  es una secuencia festiva con una dramatización que se descompone en diversos actos, de manera que el simulacro o la soldadesca de épocas anteriores se convierte en tres días, al menos, de continuados actos festivos.
La fiesta tiene un amplio calendario de actividades que al final abarcan todo el año, entre actos previos a la fiesta, la Trilogía Festera y actos posteriores a la fiestas.
Destacar de entre todos ellos los que conforman la festividad en sí y que se suelen concentran en tres jordanas festivas basadas en los tres elementos que dieron origen a estas festividades (fiesta militar, fiesta religiosa y acto teatral) que pueden llegar a prolongarse hasta una semana en ciertas poblaciones, suponiendo lo que se conoce como Trilogía Festera:
1. Elemento militar: alardes, salvas de arcabucería, Entrada de tropas, Dianas, Retretas, ruedo de Banderas, revista y movimientos de tropa, cargos militares... Suelen darse en varias poblaciones el primer día.[6]
2. Fiesta religiosa: procesiones, actos patronales... Se suelen presentar en el ecuador de los días de fiesta, normalmente el segundo día, reservado para los actos religiosos[6] (la componente religiosa es muy importante en este tipo de fiesta donde se suele remarcar y rememorar la victoria de la religión cristiana sobre la musulmana y las procesiones, aunque en algunos lugares además hay actos más populares como despertares, desfiles, pasacalles (algunos con finalidades muy claras como la conocida como “arreplegà” mediante la cual con el desfile lo que se quiere es conseguir recaudar aportaciones dinerarias de los vecinos), contrabando, embajadas humorísticas….)[15]
3. Componente teatral: Embajadas, Conversiones, desembarcos, simulacros de batalla... Son los que realmente introdujeron el elemento histórico o de ambientación de la Reconquista en la Fiesta. Se dan a lo largo de los días de fiesta, normalmente marcando el tercero o el último día de la misma, llevándose a cabo las Embajadas (mora y cristiana), bailes, despojos, tratados (como el caso de Campo de Mirra), etc[6][15] Emblema de la Comparsa de Piratas (Villena)

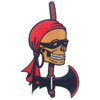
Emblema de la Comparsa de Piratas (Villena)

Otra diferencia respecto a otras fiestas de Moros y Cristianos de la península es la estructura de los festeros u organizadores de la fiesta. Destaca, por ejemplo, la aparición de las distintas Comparsas o asociaciones, cada una con su propia idiosincrasia y formas de gobierno, como trasformación de la antigua Soldadesca y Milicias del Reino.

### Moros y Cristianos en Europa
También podemos encontrar fiestas de moros y cristianos fuera de nuestro país, así, por ejemplo en Inglaterra tienen las Morris Dance, que no conservan el carácter de confrontación entre culturas y religiones. Tienen su origen en danzas moriscas españoles que se introdujeron en Inglaterra durante el siglo XVII. Estas danzas se han extendido por gran parte del territorio anglosajón llegando a exportarse a Estados Unidos, Canadá occidental, Australia o Nueva Zelanda. Otro ejemplo está en las Moreskas de Croacia, donde sí que está este elemento de confrontación entre cristianos y musulmanes.
Así, hay fiestas de este tipo en Italia, todas ellas basadas en batallas entre moros y cristianos como el caso de “Sagra dei Saraceni” en Villamagna (Abruzzo), la “Sfilata dei Turchi a Potenza” en Potenza (Basilicata), el “Palio di Saraceno” en Mercato Saraceno (Emilia Romagna), el “Sbarco dei Saraceni” en Laiguedlia (Liguria) o la “Giostra del Saracino” en Arezzo y en Sateano, ambas en la Toscana (además en estas últimas la fiesta consiste en arriesgados ejercicios ecuestres, en los que se golpea con lanzas un muñeco que simboliza a un musulmán, que se coloca en medio de la plaza de las localidades) Una fiesta de características parecidas a estas últimas es la que se lleva a cabo en la población austríaca de Kufenstechen, en donde se realizan juegos a caballo que rememoran la incursión de un caballero austríaco en un campamento turco en el siglo XV.

### Moros y Cristianos en América
Consisten fundamentalmente en danzas comentadas y representaciones teatrales que en ocasiones son idénticos a textos las viejas comedias españolas como la Conversión o los Despojos del noroeste alicantino y ciertas zonas de Granada: Son conocidas popularmente con el nombre de “Danzas de Conquista” o “Correr la Morisca”, y se desarrollan en muchas localidades de México y Guatemala. El origen de estas fiestas está en la introducción de las mismas por parte de misioneros franciscanos que querían utilizarlas con una finalidad catequética. Tienen una gran historia y están documentadas desde el siglo XVI en las crónicas que escribían los misioneros, como en la Historia de los Indios de Nueva España, obra del franciscano Toribio Motolínia, del año 1539.
También pueden verse estas fiestas en Brasil, a partir de un modelo portugués que se basa en relatos Carolingios y que se las conoce como fiestas de Cristiãos e Mouros y la Cavalhada.

### Moros y Cristianos en Asia
En Asia destaca la particularidad del "Moros y Cristianos Street Drama" en Filipinas, más conocido en la lengua popular como "Moro-moro". Derivan del uso de estas mismas comedias de moros y cristianos españolas (a modo de entremeses) que supusieron la inclusión del elemento histórico en las modernas fiestas españolas y americanas. Si en la península sirvieron para promover las ideas de la Contrarreforma, en Filipinas fueron usadas para promover el cristianismo frente a la presencia del Islam en la región. 
La adaptación a una temática más regional comienza con el texto "Gran comedia de la toma del pueblo de Corralat y conquista del Cerro", del jesuita Jerónimo Pérez. Fue escrita en 1637 para conmemorar la victoria de Hurtado de Corcuera en Mindanao y fue la primera en ambientarla en las islas en lugar de en la Reconquista peninsular. Aunque extendió su popularidad entre la población filipina, las nuevas "Komedyas" acabarían inspirándose de nuevo en la ambientación europea, con "embahadores" y personajes cristianos europeos y moros turcos, en lugar de musulmanes filipinos. Parte de las composiciones que las acompañan se siguen llamando "pasa dobles", al igual que en los tiempos de dominio español.